# Diplusodon nigricans
Diplusodon nigricans är en fackelblomsväxtart som beskrevs av Emil Bernhard Koehne. Diplusodon nigricans ingår i släktet Diplusodon och familjen fackelblomsväxter. Inga underarter finns listade i Catalogue of Life.